# Испанская Италия
Испанская Италия (исп. Italia española) — историографическое наименование периода господства испанских Габсбургов над большей частью территории современной Италии с 1525 по 1713 годы. Имел важное значение для истории обеих стран, оставив следы в науке и искусстве.

## Причины и предпосылки

Италия в 1494 году

После падения Константинополя доходы итальянских талассократий от средиземноморской торговли резко упали. Однако инвестиции их банковских систем были вскоре перенаправлены на финансирование военных экспедиций иберийских монархий и в особенности Испании, развернувшей активную колонизационную деятельность в Северной Африке, Азии и в Латинской Америке. Ослабление Венеции, активное наступление османов в Средиземноморье, тесное переплетение капиталов, а также приток ресурсов из Латинской Америки давали Испании повод, а также и возможности взять на себя роль главного «борца за веру» в Средиземноморском регионе. Даже государства, сохранившие формальную независимость в XVI веке, попали под ощутимое влияние испанской короны, хотя оно и не было безграничным: испанцы практически ничего не могли поделать с захватом турками Кипра и Крита. Но подписание мира между Венецианской республикой и Османской империей конечно вызвало шок в испанских владениях, поскольку там полагали, что после победы при Лепанто турки уже не представляют угрозы для христианской Европы, и поступок Венеции испанская корона расценила как предательство христианского мира. Однако и сама Испания вскоре окажется сильно ослабленной: с 1648 по 1715 годы турки постепенно захватили весь Крит при практически полном бездействии Испании, а также, при поддержке местных правителей, постепенно отбили у неё же все испанские владения в Магрибе, кроме Сеуты и Мелильи.

## Система управления
Внутри испанской колониальной системы итальянские владения представляли отдельную подсистему, сравнимую с португальской времён Иберийской унии (1580—1640). Она отличалась следующей иерархией: формально все итальянские регионы Испании были независимы от метрополии и имели разный статус (Миланское герцогство, Неаполитанское королевство). Во главе их администрации стоял либо назначенный испанским королем испанский губернатор, либо иное фактически должностное лицо (вице-адмирал, герцог, король) с похожими полномочиями, выражавшими испанские интересы. Несмотря на кажущуюся гетерогенность, интересы итальянских регионов Испанской империи при дворе в Мадриде представлял объединённый Итальянский совет (консилиум).

## Значение и последствия

Италия на пике испанского владычества в Аппенинах около 1600 года

Испанская экспансия в Италии во многом положила начало объединению различных по языку, экономике и культуре регионов полуострова в одно средиземноморское государство. Вместо бесчисленных самостоятельных городов к концу XVI века в Италии остались теперь, кроме обширных испанских владений, лишь Церковная область, Тоскана, Венеция, Генуя, Монферрат-Мантуя, а из мелких государств: Урбино — под властью Делла Ровере, Модена-Феррара — под властью Эсте, Лукка и Сан-Марино, к ним присоединилось ещё вновь основанное герцогство Парма-Пиаченца, под властью Фарнезе. Они служили своего рода буфером между испанскими владениям с одной стороны, и Францией и Австрией, с другой.
Наибольшее значение для будущего страны имело восстановление Савойи и Пьемонта, которые прежде всего должны были служить испанскому господству в верхней Италии оплотом против Франции. Помимо прочной власти в большинстве регионов страны, испанцы периодически вмешивались и/или временно оккупировали и многие оставшиеся независимыми государства. Однако после 1559 года Испанская империя сама вступает в полосу постепенного экономического и социально-политического упадка. Также на мировой арене усилилась конкуренция Испании со стороны новых колониальных держав, которые также искали ресурсные базы в Новом Свете. К ним в первую очередь относилась Франция, чья роль в мировой политике и экономике резко возросла в конце XVI века. Тем не менее, даже в 1620 году Испания, воспользовавшись бездействием Франции, захватила Вальтеллину — горную долину в Альпах, через которую проходил самый удобный путь из Италии в испанские Нидерланды (так называемая «Испанская дорога» — одна из стратегических целей испанских Габсбургов, стремившихся связать свои европейские владения сплошным сухопутным путём для свободной переброски войск с севера на юг), окружив таким образом Францию.
Подчинение значительной части Италии благотворно сказалось на развитии искусств в самой Испании: туда через Италию устремились даже подданные соседних государств (например, греко-венецианец Эль-Греко). В то же время, несмотря на попытки объединения Италии в одно целое, военно-патриархальных строй самой Испании вызывал отторжения многих прогрессивно мыслящих итальянцев, в том числе и на юге страны. В Италии несколько раз вспыхивали антииспанские восстания; итальянские мыслители часто в завуалированной форме называли испанский период регрессом в развитии полуострова, а фигура испанского губернатора стала символом реакции и жандармерии в нескольких итальянских произведениях XVI—XVII веков.